# Cantó de Pipriac
El cantó de Pipriac (bretó Kanton Presperieg) és una divisió administrativa francesa situat al departament d'Ille i Vilaine a la regió de Bretanya.

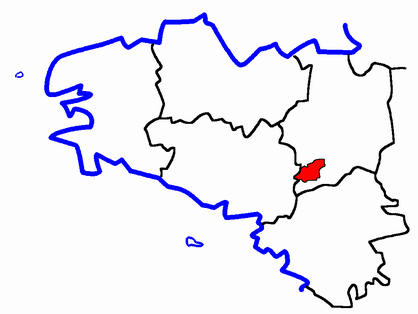
Situació del cantó

## Composició
El cantó aplega 9 comunes :
| Nom francès         | Nom bretó       | Població | km²    | Codi Postal | Codi INSEE |
| Bruc-sur-Aff        | Brug            | 775      | 21,23  | 35550       | 35045      |
| Guipry              | Gwipri          | 2.991    | 50,35  | 35480       | 35129      |
| Lieuron             | Luzron          | 560      | 16,72  | 35550       | 35151      |
| Lohéac              | Lohieg          | 603      | 5,11   | 35550       | 35155      |
| Pipriac             | Presperieg      | 2.912    | 48,65  | 35550       | 35219      |
| Saint-Ganton        | Sant-Weganton   | 388      | 14,08  | 35550       | 35268      |
| Saint-Just          | Sant-Yust       | 929      | 28,05  | 35550       | 35285      |
| Saint-Malo-de-Phily | Sant-Maloù-Fili | 657      | 18,77  | 35480       | 35289      |
| Sixt-sur-Aff        | Seizh           | 1.915    | 42,50  | 35550       | 35328      |
| Kanton              | Presperieg      | 11.730   | 245,46 | -           | 3525       |

## Evolució demogràfica
| 1962   | 1968   | 1975   | 1982   | 1990   | 1999   |
| ------ | ------ | ------ | ------ | ------ | ------ |
| 11.330 | 11.128 | 10.843 | 10.875 | 11.075 | 11.730 |

## Història
| Data d'elecció                           | Identitat                      | Partit        | Qualitat |
| ---------------------------------------- | ------------------------------ | ------------- | -------- |
| 1970-1995                                | Gaël de Poulpiquet du Halgouët | Divers droite |          |
| 1995-                                    | Alain-François Lesacher        | Divers droite |          |
| les dades anteriors no són pas conegudes |                                |               |          |
|                                          |                                |               |          |